# Berliner Debatte Initial
Berliner Debatte Initial ist eine deutschsprachige sozial- und geisteswissenschaftliche Fachzeitschrift. Sie erscheint viermal pro Jahr. Jedes Heft widmet sich einem Schwerpunktthema und enthält außerdem einen allgemeinen Teil mit weiteren Artikeln sowie Besprechungen und Rezensionen aktueller Fachbücher.

## Geschichte
Berliner Debatte Initial wurde 1990 nach den Revolutionen 1989 gegen die kommunistischen Diktaturen in Osteuropa von DDR-Sozialwissenschaftlern gegründet, die sich in besonderem Maße den Ideen von Glasnost und Perestroika verpflichtet fühlten. Sie hieß zunächst Initial – Zeitschrift für Politik und Gesellschaft und erschien in dem später abgewickelten Verlag Volk und Welt. Von 1991 bis 2000 trug sie den Titel Berliner Debatte INITIAL – Zeitschrift für sozialwissenschaftlichen Diskurs, seit 2001 heißt sie Berliner Debatte Initial. Sozial- und geisteswissenschaftliches Journal. Seit 1992 wird die Zeitschrift durch den Verein „Berliner Debatte Initial e. V.“ herausgegeben, seit 2012 im Verlag WeltTrends verlegt.

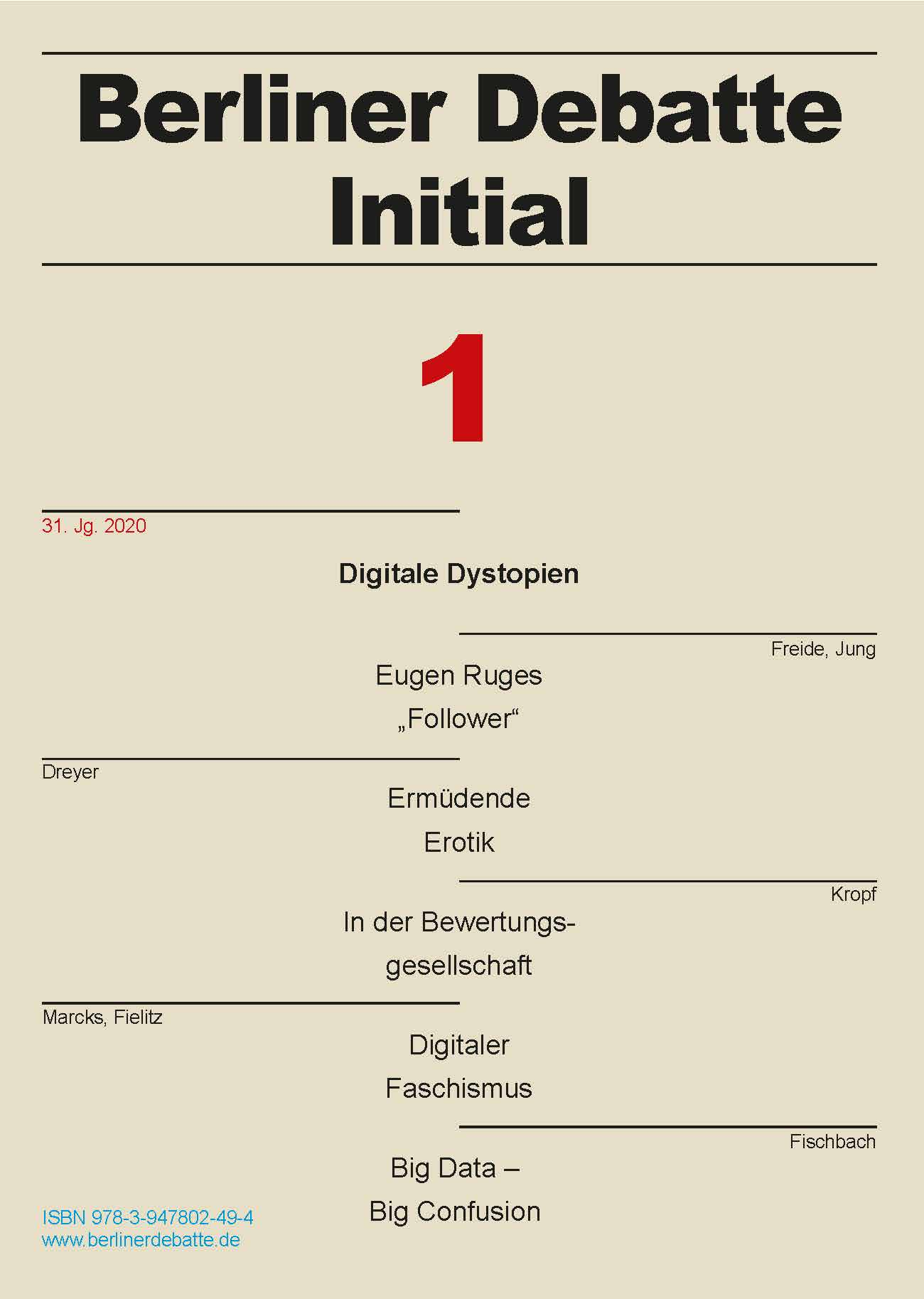
Cover eines Heftes

Anfang des Jahres 2023 haben die Gründungsmitglieder des Herausgebervereins, Erhard Crome und Rainer Land die Redaktion wegen der ihrer Ansicht nach von der Redaktionsmehrheit betriebenen Fehlentwicklung der Zeitschrift verlassen.

## Inhalt
Das Themenspektrum von Berliner Debatte Initial reicht von der Transformations- und Osteuropaforschung, die in den 1990er Jahren den Schwerpunkt bildete, über ideengeschichtliche, philosophische und sozialtheoretische Fragestellungen bis zu aktuellen Debatten der Wirtschaftspolitik, Gesellschaftstheorie und Kultursoziologie. Damit wendet sich das Journal an eine breite, interdisziplinär interessierte Leserschaft mit der Absicht, die sozioökonomischen, politischen und kulturellen Wandlungsprozesse in Deutschland, Europa und der Welt kritisch zu reflektieren und öffentliche Debatten über sie anzustoßen.
Im Heft 4/1990 wurde das Selbstverständnis der Zeitschrift umrissen. Sie „sieht in der Wissenschaft getreu der Tradition der Aufklärung, die einst auch in Berlin eine Heimstatt hatte, das Allgemeine aller menschlichen An- und Einsichten, aus welcher besonderen Stellung, parteipolitischen Sicht oder weltanschaulichen Voraussetzung sie auch immer gewonnen werden.“ INITIAL sieht sich grundsätzlich antifaschistischen und demokratischen Zielen verpflichtet und will „keiner besonderen Partei das Wort reden, sondern ein sozialtheoretisches Forum sein, um wissenschaftliche Überlegungen unterschiedlicher Denkrichtungen zu ökonomischen, soziologischen, politischen, psychologischen, kulturellen und ökologischen Problemen des gesellschaftlichen Fortschritts zu erörtern“.
Das Bekenntnis zur Aufklärung im Sinne eines modernen Verständnisses des kantschen Vorhabens der Befreiung aus selbstverschuldeter Unmündigkeit war von Anfang an essentiell, wie auch der Bezug zur Evolutionstheorie und zu einem pragmatischen diskursiven Reformismus, verbunden mit dem Glauben, dass die Welt besser werden könnte.
Die gesellschaftlichen, sozialen, wirtschaftlichen und kulturellen Umbrüche in Ostdeutschland und im Osten Europas sind Themenfelder der Zeitschrift. Hinzu kommen geisteswissenschaftliche Themen – von Gemeinschaft und Gesellschaft über Krieg und Neid bis zum Marxschen Erbe, (wirtschaftlicher) Depression, Langen Wellen und dem Erbe Keynes’ – sowie regionaler – China, Indien, Israel, Europa – und kulturwissenschaftlicher Themen.
Die Zeitschrift hat über die gelegentliche Beobachtung des Massenzuschauersports hinaus seit 1995, d. h. seit dem Höhepunkt des Deutschen Boxbooms mit dem ehemaligen deutschen Boxer Henry Maske, die Neuetablierung des Berufsboxsports in der deutschen Öffentlichkeit und ihrer Medienlandschaft kritisch begleitet.